# 我腦海中的橡皮擦
《我腦海中的橡皮擦》A Moment to Remember（韓語：내 머리 속의 지우개）2004年韓國愛情電影。本片改编自日剧《爱在记忆深处》，由李宰漢执导，孫藝真及鄭雨盛主演，講述一對戀人相愛結婚後，妻子得了阿茲海默症的故事。這部電影於2004年11月5日在韓國上映。
该片在韩国国内取得了巨大成功，連續兩週获得票房冠軍，以256万的入场人次成为2004年韩国票房排行第五的电影。這部電影在日本也很受歡迎，打破了韩国电影在日本的票房记录，为2005年日本票房排行第19位的电影。2006年10月在中国第15届金鸡百花电影节上展映。2021年9月10日，4K修复版在台湾上映。

## 演員
- 秀真 孫藝真飾演
- 哲洙 鄭雨盛飾演

## 外部連結
- 互联网电影数据库（IMDb）上《擁抱這分鐘》的资料（英文）
- 豆瓣电影上《我腦海中的橡皮擦》的資料 （简体中文）